# Honda Civic 4. Generation
Die vierte Generation des Honda Civic wurde von Oktober 1987 bis Dezember 1991 gefertigt.
Alle Motoren wurden komplett auf Vierventiltechnik umgestellt. Die Palette beginnt mit einem „einfachen“ 1,3-Liter-Vergaser-Triebwerk und geht weiter über 1,4-, 1,5- sowie 1,6-Liter-Maschinen in unterschiedlichen Leistungsstufen. Kombiniert wurden die Motoren entweder mit einem manuellen 5-Gang-Getriebe oder einer 4-Gang-Automatik. Der 1,6 l VTEC ist der weltweit erste Motor mit echter variabler Ventilsteuerung.
1989 gab es ein kleines Facelift, bei dem unter anderem die Rückleuchten in der Heckblende geändert wurden.
Dieses Modell war der erste in Massen produzierte Honda mit Double Wishbone genannter Einzelradaufhängung an doppelten Querlenkern.

## Dreitürer
| Modell         | Modellcode | Bauzeit         | Hubraum | kW (PS)   | Motorcode | VTEC | KAT  | 0–100 km/h |
| -------------- | ---------- | --------------- | ------- | --------- | --------- | ---- | ---- | ---------- |
| 1.3            | EC8        | 04/1988–09/1991 | 1,3 l   | 55 (75)   | D13B1     | nein | nein |            |
| 1.3            | EC8        | 04/1988–09/1991 | 1,3 l   | 55 (75)   | D13B2     | nein | ja   |            |
| 1.4            | EC9        | 04/1988–09/1989 | 1,4 l   | 66 (90)   | D14A1     | nein | nein | 10,4 s     |
| 1.4 (CRX)      | EE6*       | 10/1989–09/1991 | 1,4 l   | 66 (90)   | D14A1     | nein | ja   |            |
| 1.5i           | ED6        | 10/1989–09/1991 | 1,5 l   | 66 (90)   | D15B2     | nein | ja   | 9,8 s      |
| 1.6i           | ED7        | 04/1988–09/1991 | 1,6 l   | 81 (110)  | D16A6     | nein | ja   | 8,9 s      |
| 1.6i           | ED7        | 04/1988–09/1991 | 1,6 l   | 81 (110)  | D16Z2     | nein | ja   |            |
| 1.6i-16V (CRX) | ED9        | 04/1988–12/1991 | 1,6 l   | 91 (124)  | D16Z5     | nein | ja   |            |
| 1.6i-16V (CRX) | ED9        | 10/1987–09/1989 | 1,6 l   | 96 (130)  | D16A9     | nein | nein |            |
| 1.6i-16V (CRX) | ED9*       |                 | 1,6 l   | 96 (130)  | D16A9     | nein | ja   |            |
| 1.6i-VT (CRX)  | EE8        | 10/1989–12/1991 | 1,6 l   | 110 (150) | B16A1     | ja   | ja   | 8,1 s      |
| 1.6i-VT        | EE9        | 10/1989–09/1991 | 1,6 l   | 110 (150) | B16A1     | ja   | ja   | 8,1 s      |

*nicht auf dem deutschen Markt

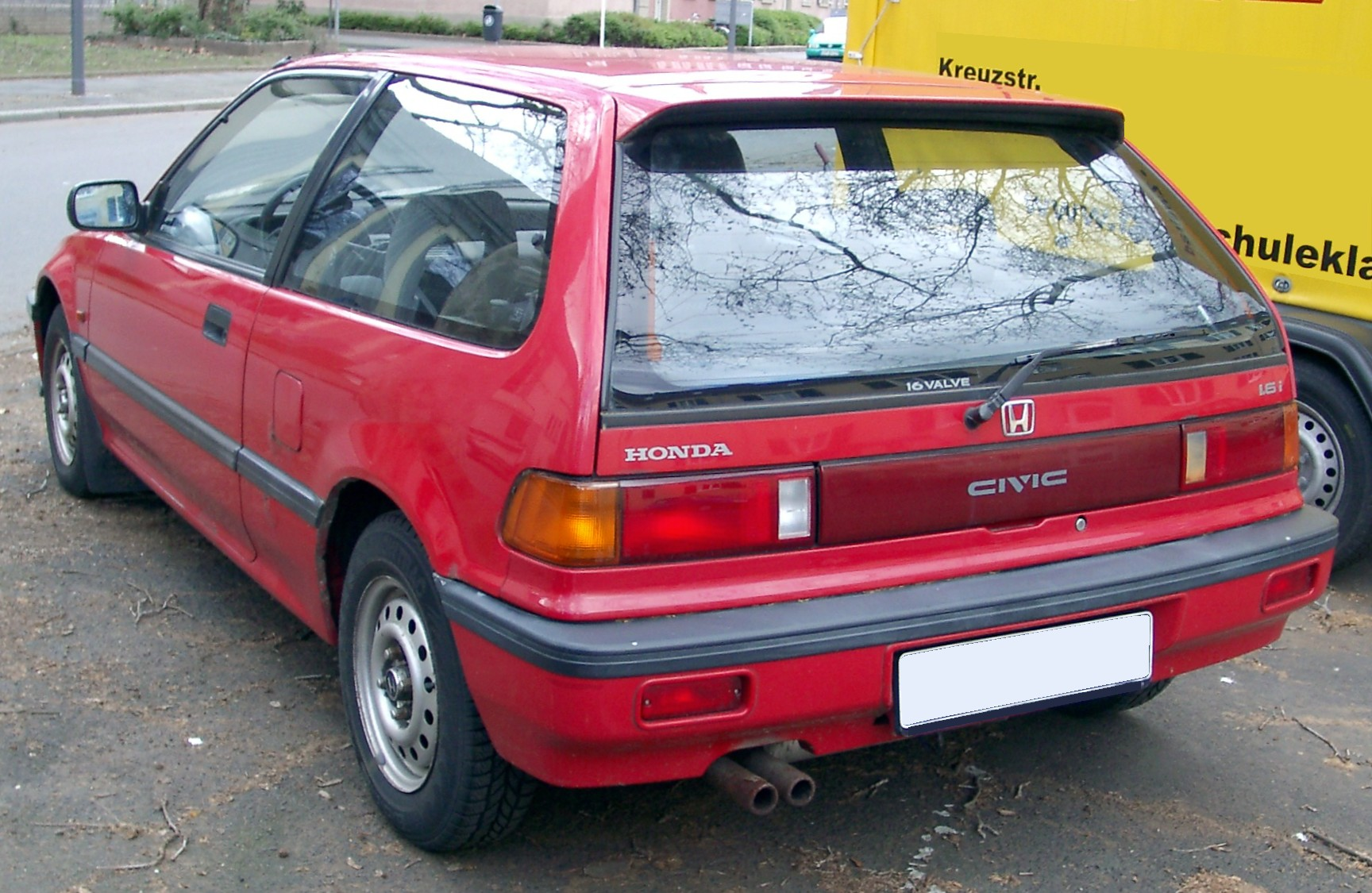
Heckansicht
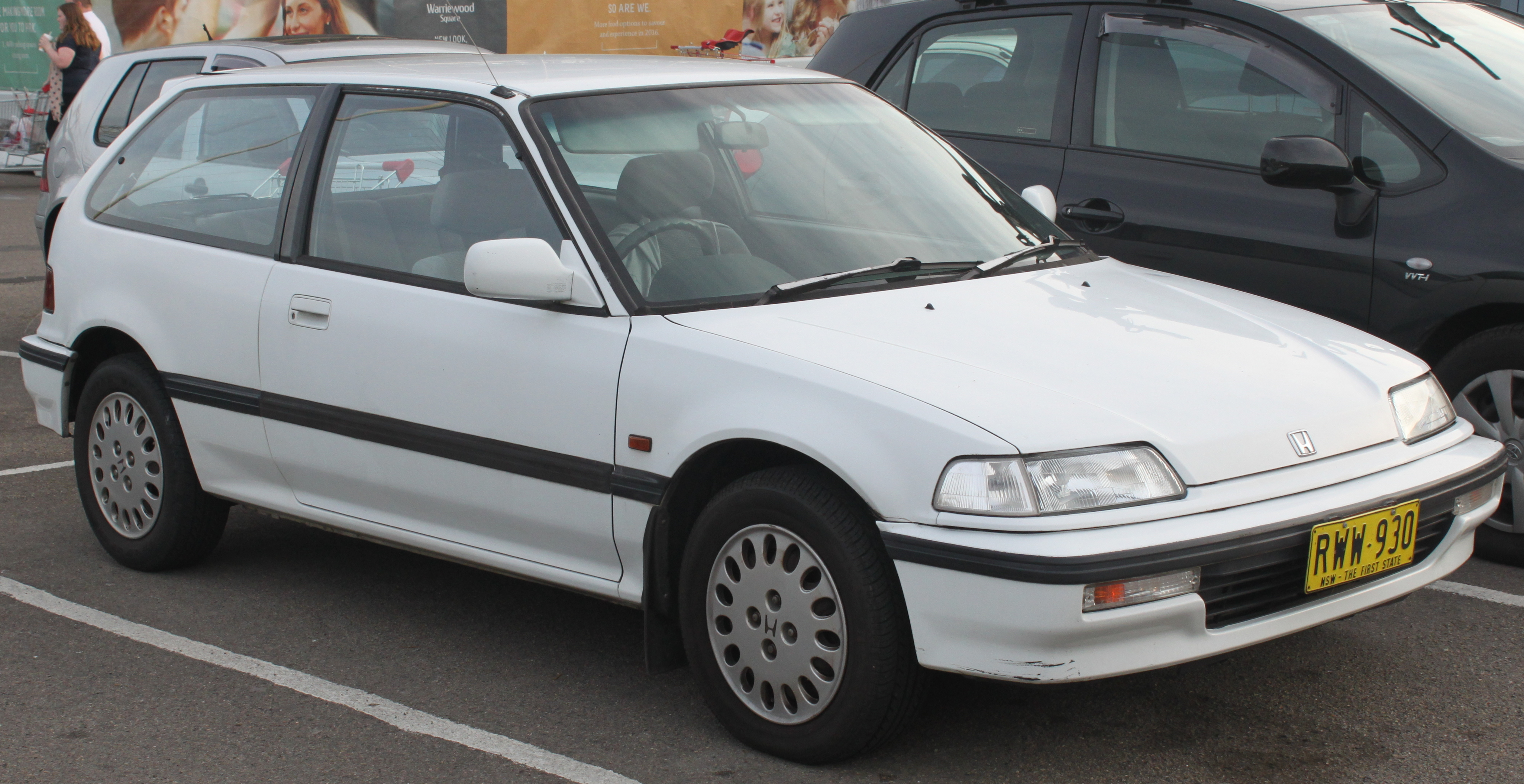
Facelift (1989)
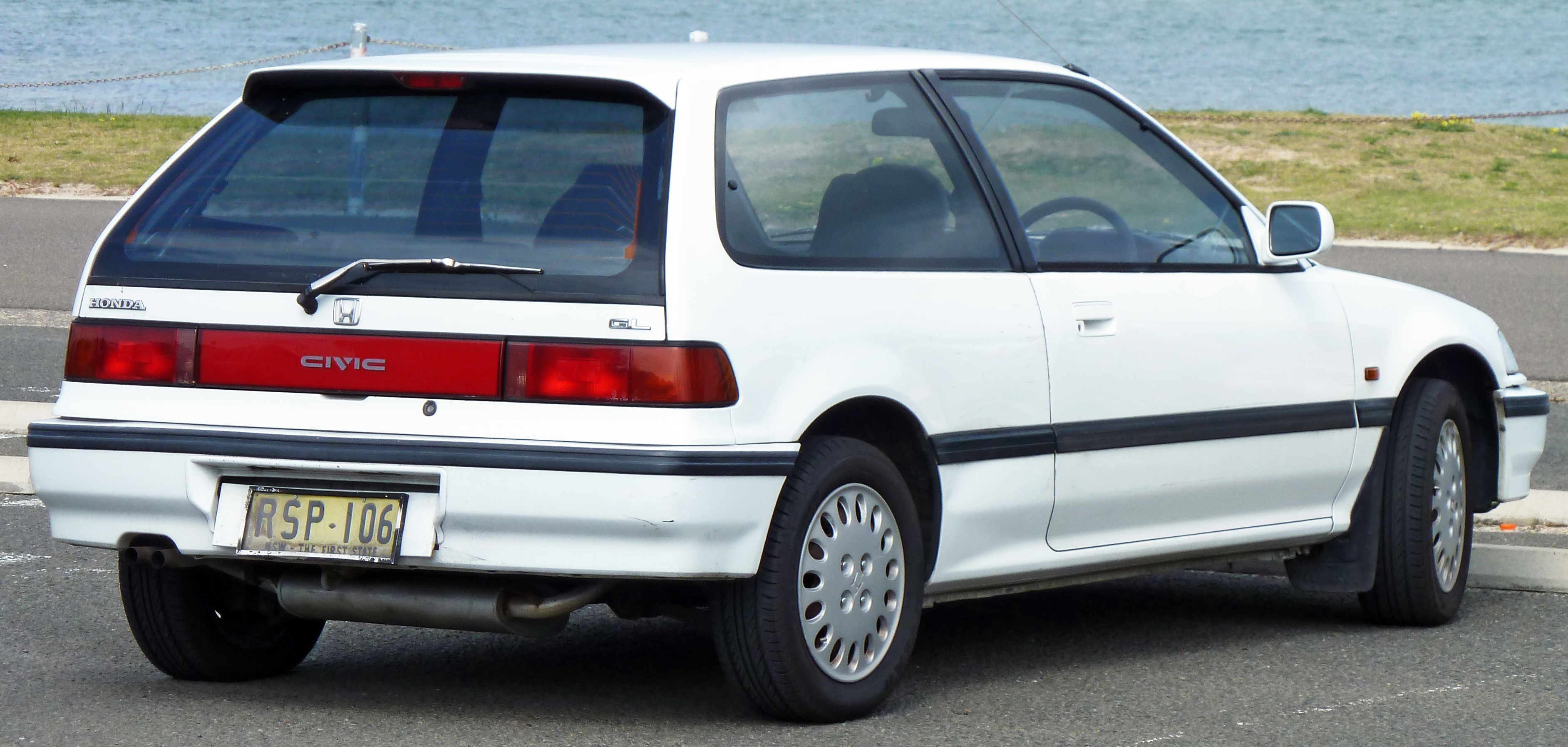
Heckansicht
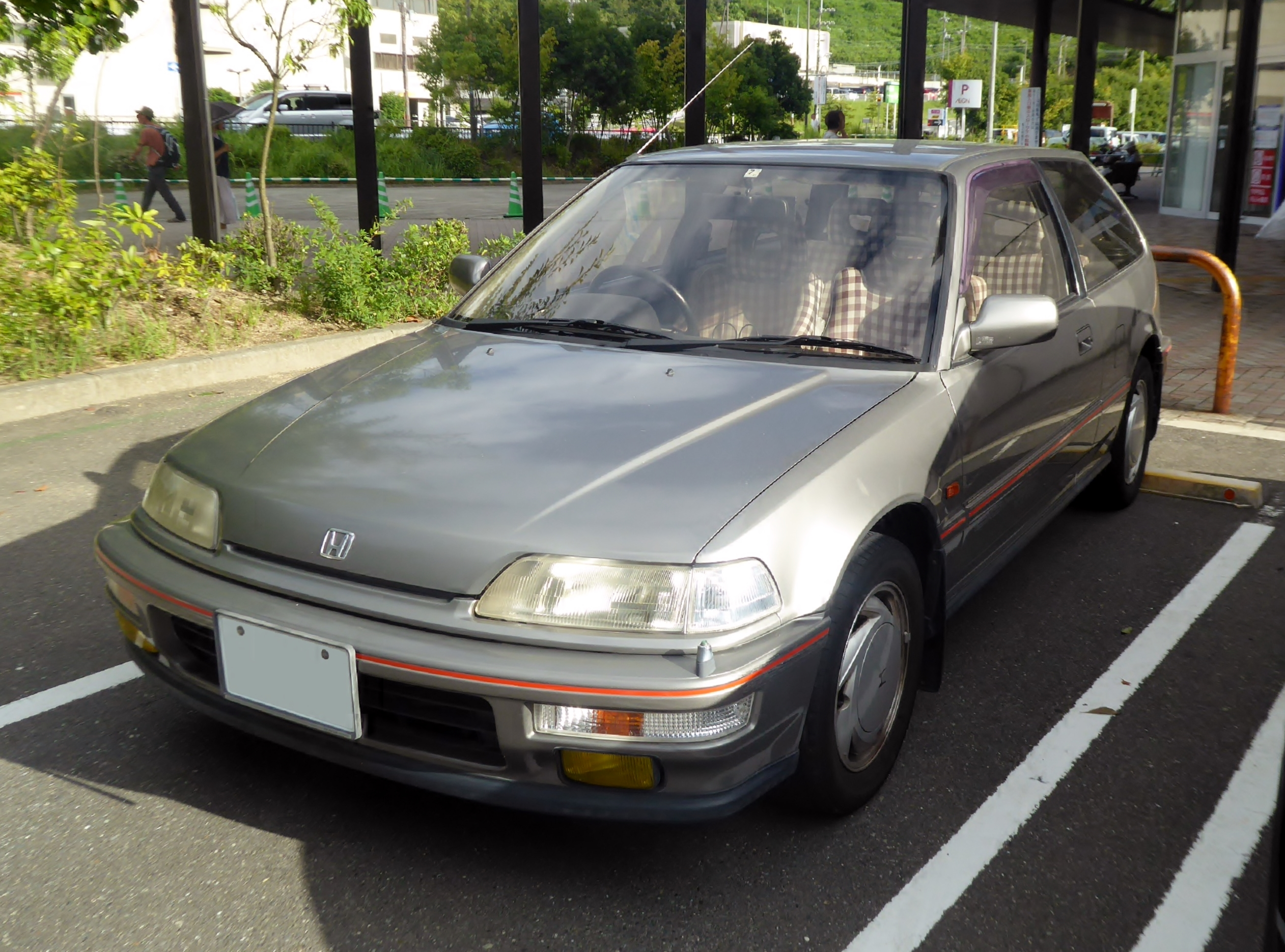
Civic SiR V-Tec
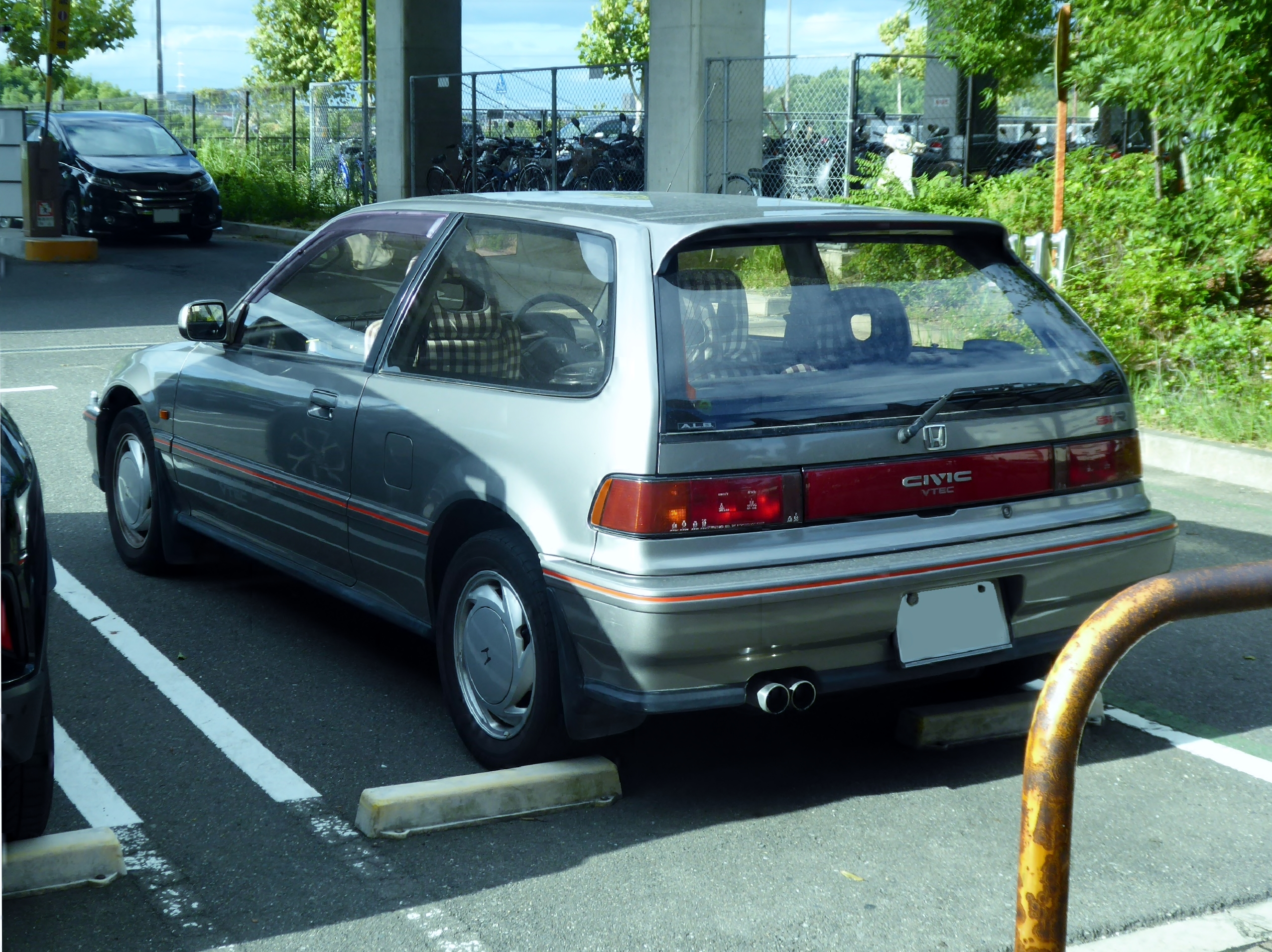
Heckansicht

## Viertürer
In Japan, den Alpenländern und Skandinavien gab es (wie beim Honda Civic Shuttle) zusätzlich eine Version mit Allradantrieb. Diese Variante war ausschließlich mit dem 1,6-Liter-Motor und manuellem 5-Gang- oder 4-Stufen-Automatikgetriebe erhältlich.

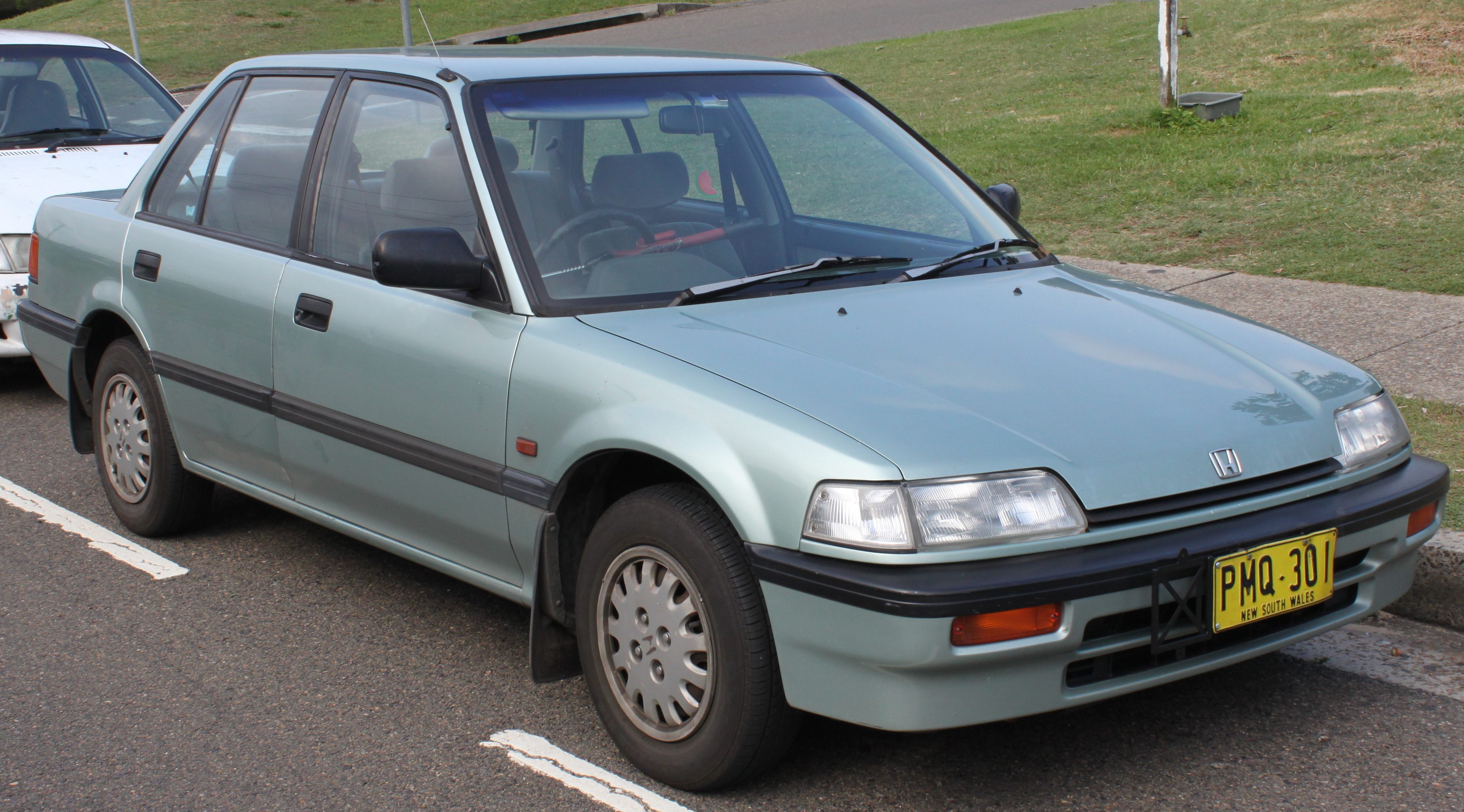
Honda Civic Limousine
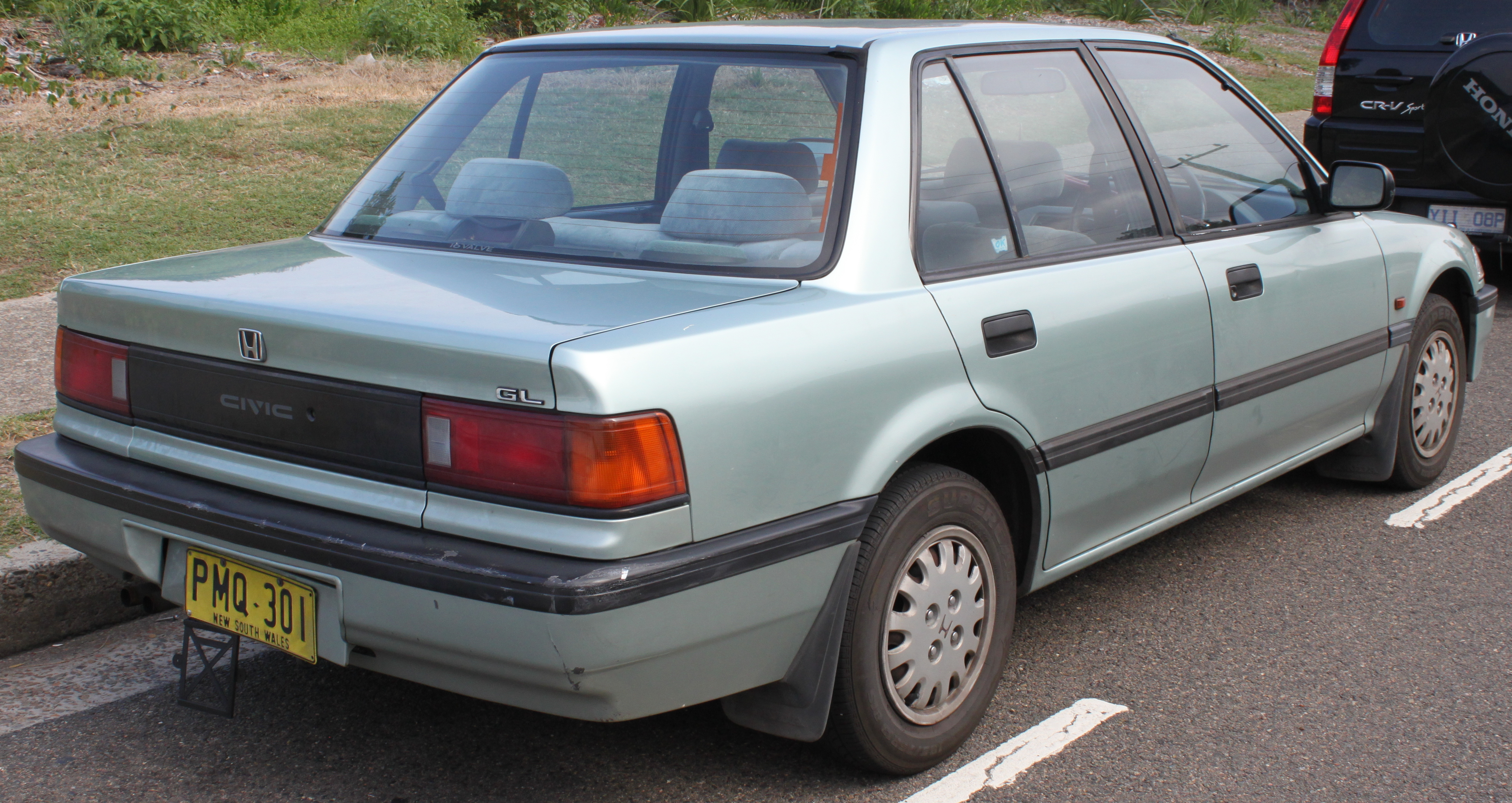
Heckansicht
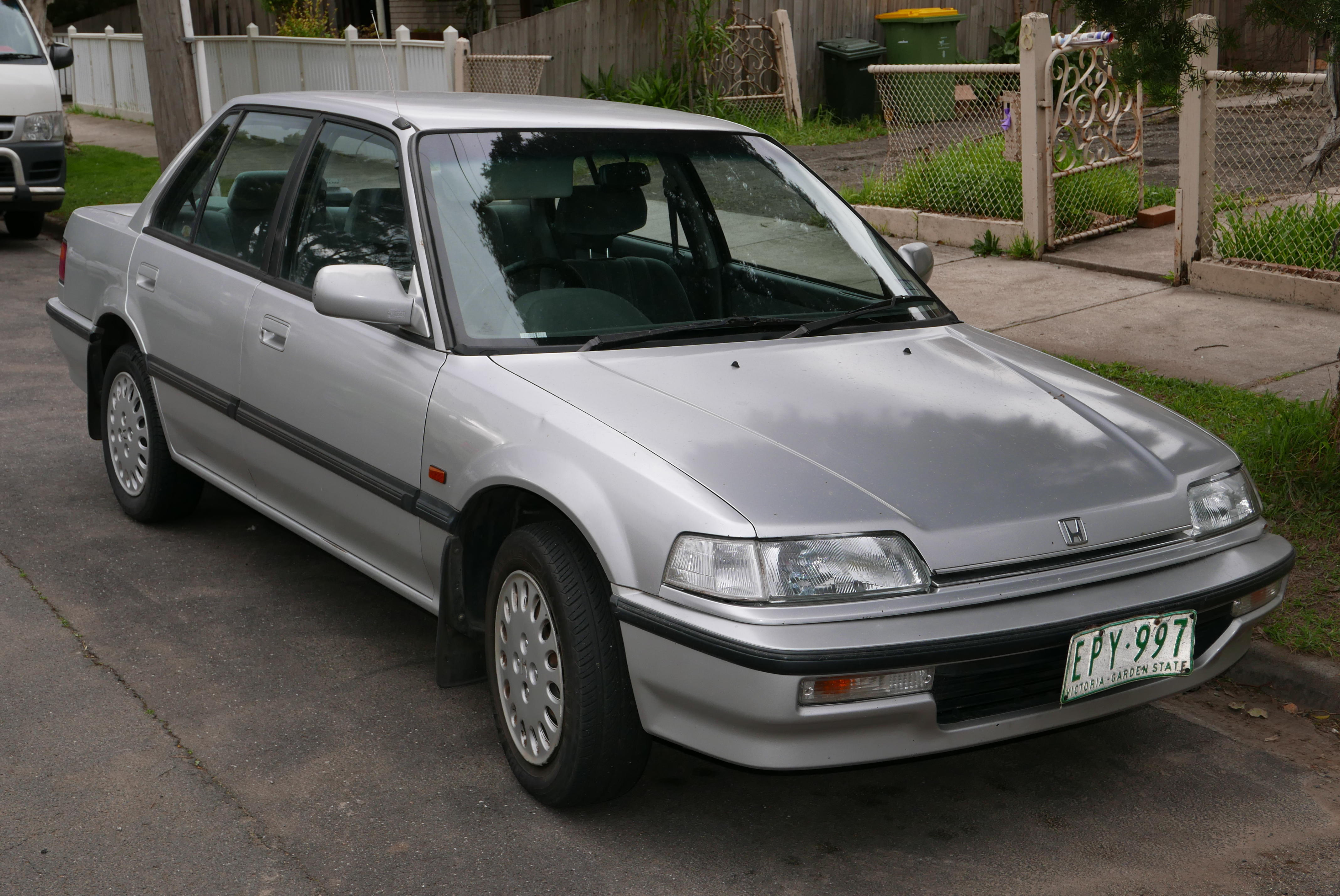
Facelift (1989)
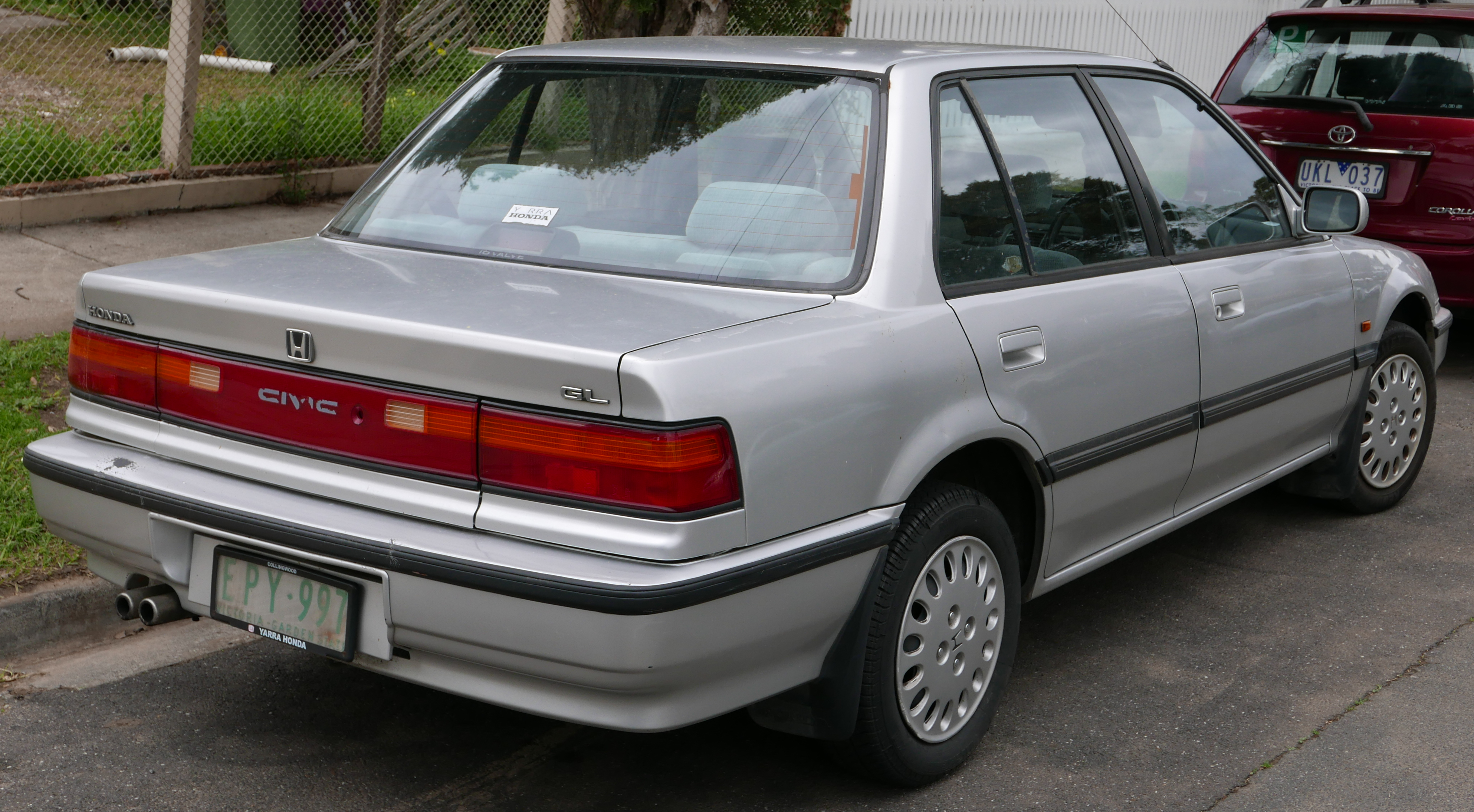
Heckansicht

| Modellcode | Bauzeit         | Hubraum | kW (PS)  | Motorcode | VTEC | Katalysator |
| ---------- | --------------- | ------- | -------- | --------- | ---- | ----------- |
| ED2        | 10/1987–09/1989 | 1,4 l   | 66 (90)  | D14A1     | nein | nein        |
| ED3        | 10/1989–09/1991 | 1,5 l   | 66 (90)  | D15B2     | nein | ja          |
| ED4        | 10/1987–09/1991 | 1,6 l   | 80 (109) | D16A6     | nein | ja          |
| ED4        | 10/1987–09/1991 | 1,6 l   | 81 (110) | D16Z2     | nein | ja          |
| ED5        | 10/1987–09/1989 | 1,3 l   | 55 (75)  | D13B1     |      |             |
| EE5        | 10/1989–09/1991 | 1,6 l   | 80 (109) | D16A6     | nein | ja          |
| EE5        | 10/1989–09/1991 | 1,6 l   | 81 (110) | D16Z2     | nein | ja          |

## Shuttle
Der Kombi zur vierten Civic-Generation trug in den meisten Ländern wieder den Namen Civic Shuttle. In Nordamerika hieß er wieder Civic Wagon und in Japan gab es eine abgespeckte Professional-Variante.
Angeboten wurde der Shuttle entweder mit 1,5 Liter oder 1,6 Liter Hubraum. Standardmäßig wurden beide Motoren mit einem manuellen 5-Gang-Getriebe kombiniert. Alternativ konnte eine 4-Stufen-Automatik geordert werden. Für Japan war zusätzlich ein 1,3-Liter-Motor im Programm.

Für Deutschland bot Honda den Civic Shuttle auch mit permanenten Allrad-Antrieb an. Allerdings gab es für diese Variante nur ein manuelles 5-Gang-Getriebe mit zusätzlichem Geländegang. Seit 1989 konnte der automatisch zuschaltbare Allradantrieb (RT4WD) mit ABS kombiniert werden.

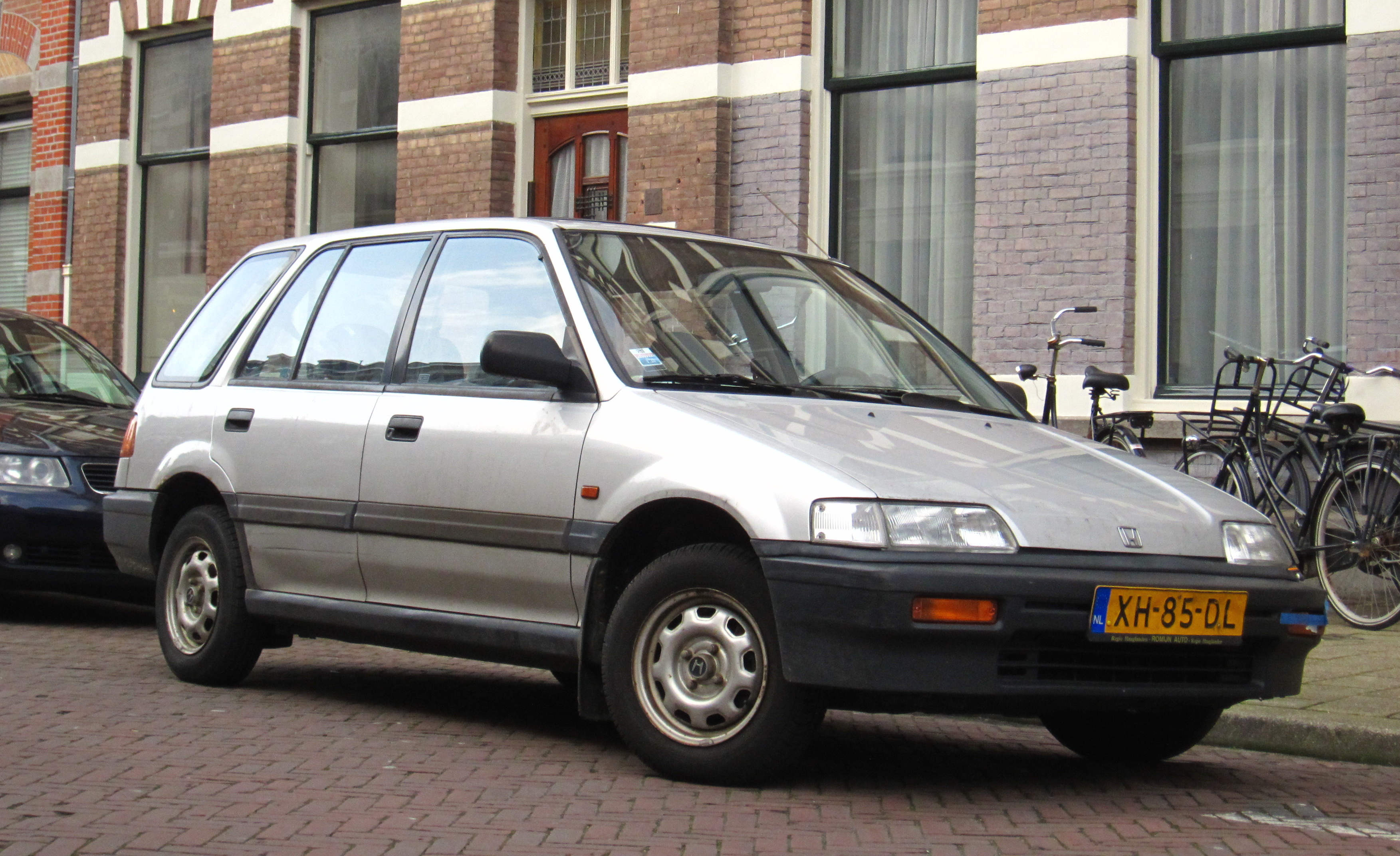
Honda Civic Shuttle
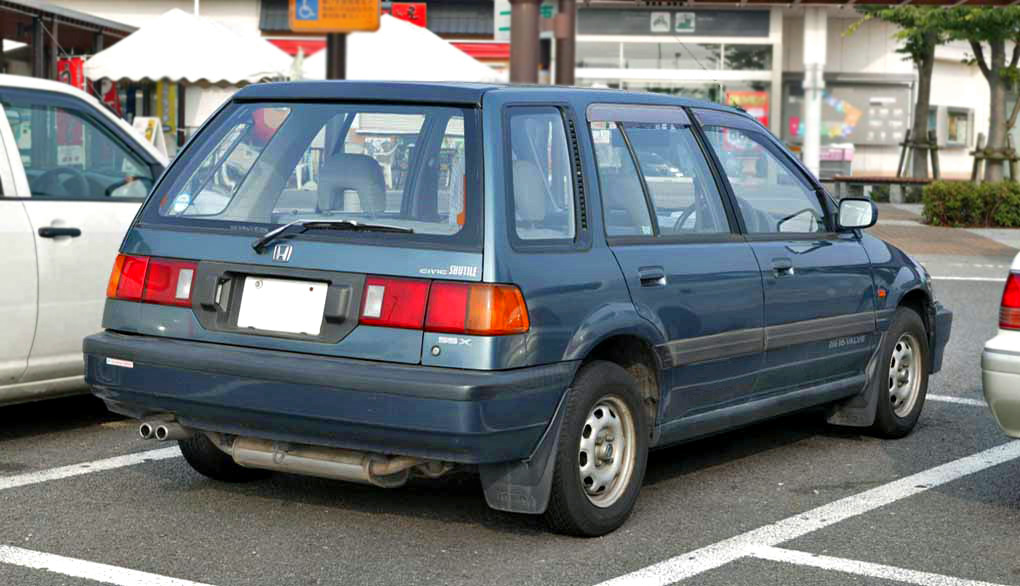
Heckansicht
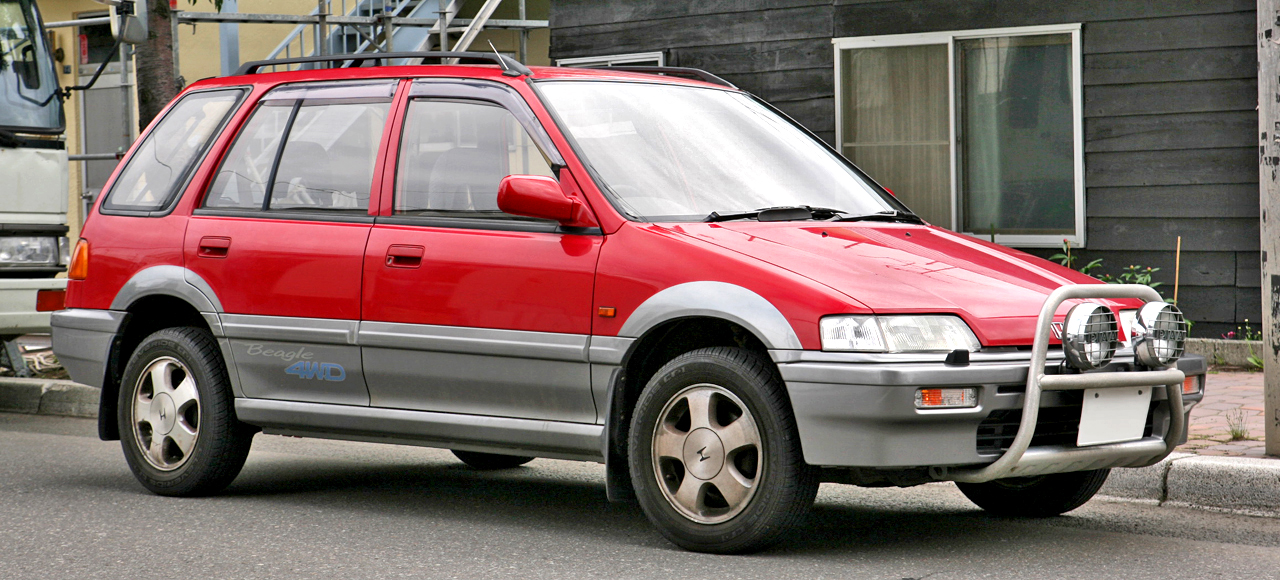
Honda Civic Shuttle Beagle

| Modellcode | Bauzeit         | Hubraum | kW (PS)  | Motorcode | VTEC | Katalysator |
| ---------- | --------------- | ------- | -------- | --------- | ---- | ----------- |
| EE2*       | 01/1988–09/1989 | 1,5 l   | 66 (90)  | D15B2     | nein | ja          |
| EE4        | 01/1988–11/1991 | 1,6 l   | 80 (109) | D16A6     | nein | ja          |
| EE4        | 01/1988–11/1991 | 1,6 l   | 81 (110) | D16Z2     | nein | ja          |

*nicht auf dem deutschen Markt.